# 役人暴动
役人暴动，春秋时期陈国的百姓暴动，推翻掌权的庆寅、庆虎兄弟。
陈哀公十九年（前550年，鲁襄公二十三年），陈哀公之弟公子黄与贵族庆氏争夺政治权力，乘陈哀公朝见楚康王之机，借楚人的力量进攻庆氏。庆寅、庆虎公开带领陈国背叛楚国。夏季，屈建随陈哀公回来包围陈国。庆虎强令陈人筑城抗拒楚军。筑城的夹板掉下来，庆氏兄弟就杀死了筑城人以示惩戒。筑城的役人不堪忍受，相互约集，各自杀死他们的工头，继而杀死庆寅、庆虎。楚国人把公子黄送回陈国。《左传》认为：“庆氏不义，不可肆也。《书经》曰：‘惟命不于常（天命不能常在）。’”